# Fästranden, Björneborg

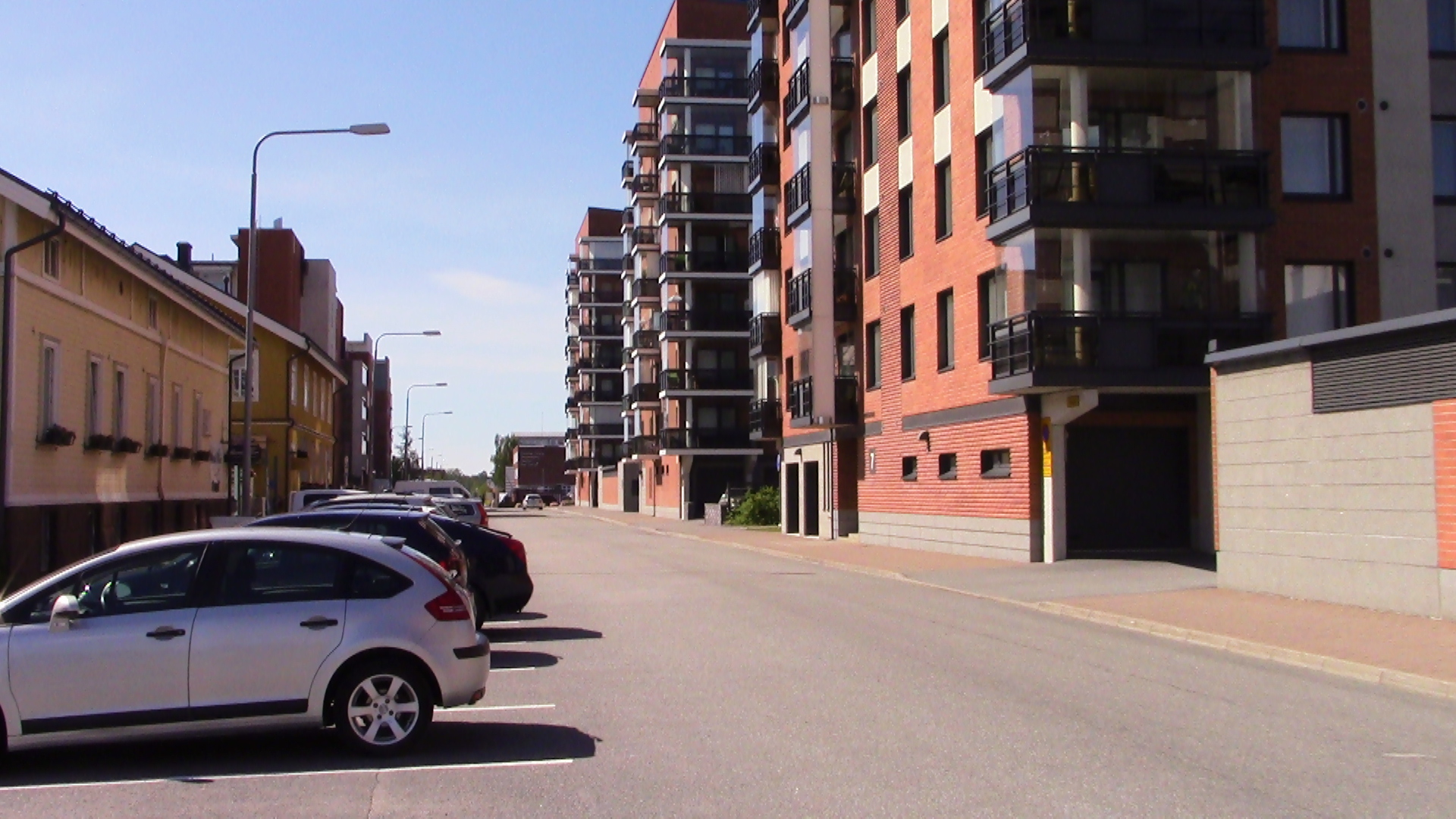
Utsikt från Karjapiha gatan i Fästranden.

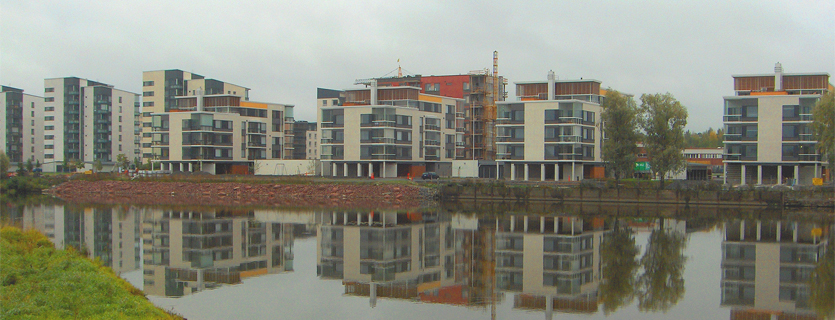
Nya bostadshus i Fästranden.

Fästranden  (finska: Karjaranta)  är stadsdel nr. 21 i Björneborg och ligger på södra stranden av Kumo älv mitt emot Skrivarholmen, Gåsholmen och Hästholmen. Fästranden följer Raumo-ådran av älven ett par kilometer från centrum. 
Fästranden har länge varit en ett viktigt industriområde. De största arbetsgivarna är numera Metso Oy och Hollming Works. På grund av det centrala läget rivs många industrier t.ex. det gamla slakteriet, för att ge plats för nya bostäder. Prisnivån för bostäderna ligger över medelsnittet i staden.

## Historia
Fästranden uppstod i älvdeltat från 1700-talet tack vare landhöjningen och avlagringarna från älven. Det låglänta och översvämningskänsliga området förblev betesmark fram till sekelskiftet 1800–1900. När förlängningen av järnvägen Tammerfors-Björneborg ut till Tallhomen, numera mera känd som Mäntyluoto blev klar 1895 började också industrier växa upp kring banan. Till de viktigare hörde Björneborgsnejdens andelsmejeri (start 1903) och Satakunnan osuusteurastamo (Satakunda andelsslakteri] som inledde sin verksamhet i samma lokaler år 1922. PÅ 1950-talet inledde Rauma–Repola sin verksamhet i Fästranden.
På 1910-talet inleddes verksamheten i en oljehamn på området. Hamnen var en del av Björneborgs älvhamn. Först inledde Nobel Standard verksamheten år 1912 och 1937 byggde Shell sin egen importhamn här. Här fanns stora lagerbyggnader och oljecisterner. Hamnen användes fram till 1960-talet då den nya hamnen togs i bruk på Tallholmen.
På området fanns också många magasin i trä. De sista revs 1972 på grund av ett långt gånget förfall